# Швабский округ

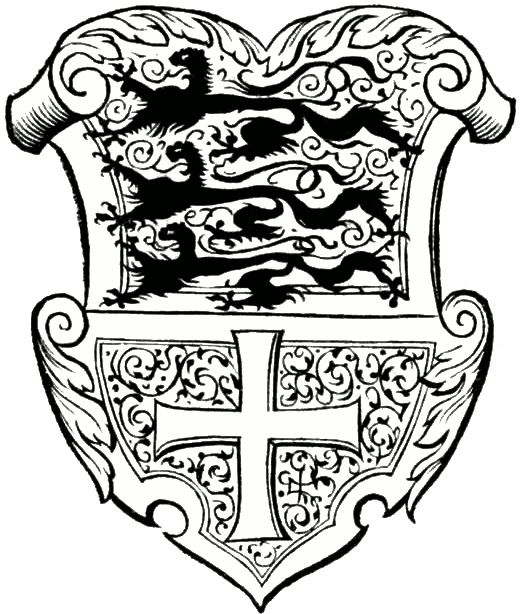
Малый герб Швабского округа, 1563 и 1737 годов.

Карта округа Швабия в 1799 году.

Швабский округ (нем. Schwäbischer Kreis) — один из десяти имперских округов Священной Римской империи.
В некоторых источниках называется —  Швабский имперский округ (нем. Schwäbischer Reichskreis). 

## История
2 июля 1500 года, на Аугсбургском рейхстаге (всесословное собрание), созванном императором Максимилианом I, Германо-римская империя была разделена на шесть имперских округов, для лучшего управления, перед лицом угрозы от Османской империи и в целях военно-фискальных, повышения эффективности госуправления, поддержания порядка и решения межгосударственных конфликтов с примирением немецких католиков и протестантов, и одним из них был Швабский.
В Швабский округ входила большая часть Швабии (отсюда и название) и он граничил с Верхне-Рейнским, Франконским, Баварским и Австрийским округами и Швейцарией, а после уступки Германо-римской империи территории Эльзаса и с Францией. На территория округа находились владения (см. ниже), и их общая площадь составляла около 34 700 кв. км, с населением до 2 500 000 человек обоего полу. Округ отличался от других территориальных образований империи необычайно большим количеством небольших и карликовых германских государств и множеством владений имперских рыцарей.
Имперские окружные чины, заседавшие в Германо-римском рейхстаге, делились на пять скамей:
- духовных князей, к ней принадлежали епископства Констанцское и Аугсбургское и аббатства Кемптен, Эльванген, Линдау и Бухау[1];
- светских князей, к ней принадлежали герцогство Вюртембергское, маркграфство Баденское (Баден-Дурлах, Баден-Баден и Баден-Гохберг), княжество Гогенцоллерн, графство Тенген, владение княжеского и графского дома Этинген, графство Клетгау и княжество Лихтенштейн[1];
- прелатов, к ней принадлежали аббатами Вейнгартена, Уршперга, Шуссенрида, Маркталя, Петерсгаузена и другие[1];
- графов и баронов, к ней принадлежали комтурство немецкого ордена Альшгаузен, баронства Фюрстенберг и Монфор, графства Трухзес, Фуггер и другие[1];
- городов, к ней принадлежали представители 31 имперского города, в том числе Аугсбурга, Ульма, Эслингена, Рейтлингена, Нердлингена, Ротвейля, Гейльброна, Меммингена, Линдау, Равенсбурга, Кемптена, Вимпфена, Офенбурга и другие[1].

Претензии на доминирование в органах управления имперского округа и империи имела «верхушка» или знать (церковная и аристократическая) сразу нескольких германских государств таких как:
- герцогство Вюртемберг;
- маркграфства Баден-Дурлах;
- маркграфства Баден-Баден;
- Аугсбургское княжество-епископство.

## Органы управления
Высшим органом управления был совет округа (крейстаг — kreistag), а его созыв и работа зависели, от решений двух князей-прокламаторов, представлявших собой, как правило, католическую и протестантскую части округа.
Высшим должностным лицом являлся директор округа, должность которого, с середины XVI столетия, практически постоянно занимал герцог Вюртембергский. 
Директору округа был подчинён цивильный административный аппарат округа, включавший в себя (размещение):
- окружную канцелярию, во главе с окружным секретарем (Штутгарт[3]);
- окружной архив, во главе с окружным архивариусом (Штутгарт);
- окружную казну, во главе с окружным казначеем (Ульм[4]);
- окружную монетную управу, во главе с окружным монетным инспектором (Ульм)[2].

## Вооружённая сила
Для защиты от агрессивных соседей, в основном Французского королевства, а позднее и республики, округ имел свою постоянную вооружённую силу (окружные войска — нем. kreistruppen), которую мог выделить и в состав имперских войск (Reichsarmee). Командующий Швабским войском, так как оно было более важным, в имперских войсках получал звание окружной генерал-фельдмаршал (Kreisgeneralfeldmarschall), эту должность, как правило, занимали представители Бадена или Вюртемберга. Окружные войска были наёмными, и финансировались за счёт специальных окружных сборов и размещались в нескольких имперских крепостях, находившихся на территории Швабии. Во время войн в имперское войско Швабский округ выставлял три — четыре окружных пехотных полка (Kreis-Infanterieregiment) и три окружных кавалерийских полка (Kreis-Kavellerieregiment), каждый такой полк возглавлялся полковником (oberst), помощником которого являлся подполковник.
Кроме того, в Швабском округе нередко созывалось окружное ополчение (крайсландштурм), например в период с 1792 года по 1795 год, во время войны Первой коалиции, с бунтующими народами революционной Францией.
Так как швабское наёмное войско и его солдаты были не очень надёжными, уже в Швабском зерцале, относящемся к XIII столетию, встречаются как наказание шпицрутены (spiesholz) для солдат, их за важные проступки, как орудие воспитания и возмездия.

## Состав округа
В конце XVIII века в состав округа входили следующие государства и территории империи:
| Территория                                             | Вид владения                                   | Принадлежность на 1792 год | Секуляризация/медиатизация                                                                 | Принадлежность после 1815 года                              |
| ------------------------------------------------------ | ---------------------------------------------- | --- | ------------------------------------------------------------------------------------------ | ----------------------------------------------------------- |
| Имперские епископства                                  |                                                | |                                                                                            |                                                             |
| Аугсбург                                               | Епископство                                    | Независимое | Секуляризировано в 1803 году курфюршеством Бавария                                         | Королевство Бавария                                         |
| Констанц                                               | Епископство                                    | Независимое | Секуляризировано в 1803 году маркграфством Баден                                           | Великое герцогство Баден                                    |
| Имперские пробства и имперские аббатства               |                                                | |                                                                                            |                                                             |
| Кемптен                                                | Пробство                                       | Независимое | Секуляризировано в 1803 году курфюршеством Бавария                                         | Бавария                                                     |
| Эльванген                                              | Пробство                                       | Независимое | Секуляризировано в 1803 году герцогством Вюртемберг                                        | Королевство Вюртемберг                                      |
| Байндтское аббатство                                   | Аббатство                                      | Независимое | С 1803 года — графство, в 1806 году медиатизировано королевством Вюртемберг                | Королевство Вюртемберг                                      |
| Бухау                                                  | Аббатство                                      | Независимое | Секуляризировано в 1803 году князем Турн-и-Таксис                                          | Королевство Вюртемберг                                      |
| Буксгейм                                               | Аббатство                                      | Независимое | С 1803 году — графство, в 1806 году медиатизировано королевством Бавария                   | Королевство Бавария                                         |
| Вайнгартен                                             | Аббатство                                      | Независимое | Секуляризировано в 1803 году князем Нассау-Оранским                                        | Королевство Вюртемберг                                      |
| Вейссенау                                              | Аббатство                                      | Независимое | Передано в 1803 году графству Шуссенрид                                                    | Королевство Вюртемберг                                      |
| Веттенхаузен                                           | Аббатство                                      | Независимое | Секуляризировано в 1803 году курфюршеством Бавария                                         | Королевство Бавария                                         |
| Генгенбах                                              | Аббатство                                      | Независимое | Секуляризировано в 1803 году маркграфством Баден                                           | Великое герцогство Баден                                    |
| Гуттенцель                                             | Аббатство                                      | Независимое | С 1803 года — графство, в 1806 году медиатизировано королевством Вюртемберг                | Королевство Вюртемберг                                      |
| Салем                                                  | Аббатство                                      | Независимое | Секуляризировано в 1803 году маркграфством Баден                                           | Великое герцогство Баден                                    |
| Зёфлинген                                              | Аббатство                                      | Независимое | Секуляризировано в 1803 году курфюршеством Бавария                                         | Королевство Вюртемберг                                      |
| Ирзее                                                  | Аббатство                                      | Независимое | Секуляризировано в 1803 году курфюршеством Бавария                                         | Королевство Бавария                                         |
| Кайзерсгейм                                            | Аббатство                                      | Независимое | Секуляризировано в 1803 году курфюршеством Бавария                                         | Королевство Бавария                                         |
| Линдау                                                 | Аббатство                                      | Независимое | С 1803 года — графство, в 1804 году присоединено к Австрии                                 | Королевство Бавария                                         |
| Марштал                                                | Аббатство                                      | Независимое | Секуляризировано в 1803 году князем Турн-и-Таксис                                          | Королевство Вюртемберг                                      |
| Нересгейм                                              | Аббатство                                      | Независимое | Секуляризировано в 1803 году князем Турн-и-Таксис                                          | Королевство Вюртемберг                                      |
| Обермархталь                                           | Аббатство                                      | Основано в 776 г., в 1500 году получило Reichsfreiheit. | С 1803 года — перешло к Турн-и-Таксис, в 1806 году медиатизировано королевством Вюртемберг | Королевство Вюртемберг                                      |
| Оксенхаузен                                            | Аббатство                                      | Независимое | С 1803 года — княжество, в 1806 году медиатизировано королевством Вюртемберг               | Королевство Вюртемберг                                      |
| Петерсхаузен                                           | Аббатство                                      | Независимое | Секуляризировано в 1803 году маркграфством Баден                                           | Великое герцогство Баден                                    |
| Роггенбург                                             | Аббатство                                      | Независимое | Секуляризировано в 1803 году курфюршеством Бавария                                         | Королевство Бавария                                         |
| Рот-ан-дер-Рот                                         | Аббатство                                      | Независимое | С 1803 года — графство, в 1806 году медиатизировано королевством Вюртемберг                | Королевство Вюртемберг                                      |
| Ротенмюнстер                                           | Аббатство                                      | Независимое | Секуляризировано в 1803 году герцогством Вюртемберг                                        | Королевство Вюртемберг                                      |
| Аббатство Святого Георгия в Исни                       | Аббатство                                      | Независимое | С 1803 года — графство, в 1806 году медиатизировано королевством Вюртемберг                | Королевство Вюртемберг                                      |
| Урсберг                                                | Аббатство                                      | Независимое | Секуляризировано в 1803 году Баварией                                                      | Королевство Бавария                                         |
| Хеггбах                                                | Аббатство                                      | Независимое | С 1803 года — графство, в 1806 году медиатизировано королевством Вюртемберг                | Королевство Вюртемберг                                      |
| Цвифальтен                                             | Аббатство                                      | Независимое | Секуляризировано в 1803 году королевством Вюртемберг                                       | Королевство Вюртемберг                                      |
| Шуссенрид                                              | Аббатство                                      | Независимое. | С 1803 года — графство, в 1806 году медиатизировано королевством Вюртемберг                | Королевство Вюртемберг                                      |
| Эдельштеттен                                           | Аббатство                                      | Независимое | С 1803 года — графство, в 1806 году медиатизировано королевством Бавария                   | Королевство Бавария                                         |
| Эльхинген                                              | Аббатство                                      | Независимое | Секуляризировано в 1803 году курфюршеством Бавария                                         | Королевство Бавария                                         |
| Имперские княжества                                    |                                                | |                                                                                            |                                                             |
| Вюртемберг                                             | Герцогство                                     | Независимое | Независимое                                                                                | Независимое                                                 |
| Баден-Дурлах (Баден)                                   | Маркграфство                                   | Независимое | Независимое                                                                                | Независимое                                                 |
| Баден-Баден                                            | Маркграфство                                   | Баден (с 1771 года) | Баден (с 1771 года)                                                                        | Баден (с 1771 года)                                         |
| Баден-Хахберг                                          | Маркграфство                                   | Баден (с 1590 года) | Баден (с 1590 года)                                                                        | Баден (с 1590 года)                                         |
| Имперские графства и имперские синьории                |                                                | |                                                                                            |                                                             |
| Клеттгау                                               | Графство                                       | Шварценберг (с 1698 года) | Медиатизировано в 1806 году великим герцогством Баден                                      | Великое герцогство Баден                                    |
| Штюлинген                                              | Ландграфство                                   | Фюрстенберг (с 1614 года) | Медиатизировано в 1806 году великим герцогством Баден                                      | Великое герцогство Баден                                    |
| Фюрстенберг-Баар                                       | Ландграфство                                   | Независимое | Медиатизировано в 1806 году великим герцогством Баден и королевством Вюртемберг            | Великое герцогство Баден                                    |
| Бонндорф                                               | Княжество                                      | Независимое | Передано в 1803 году Мальтийскому ордену                                                   | Великое герцогство Баден                                    |
| Лихтенштейн                                            | Княжество                                      | Независимое | Независимое                                                                                | Независимое                                                 |
| Гогенгерольдсек                                        | Графство                                       | Лейен (с 1697 года) | В 1801 году — независимое княжество                                                        | Австрийская империя, с 1819 года — великое герцогство Баден |
| Вальдбург-Вольфегг                                     | Графство                                       | Независимое | Медиатизировано в 1806 году королевством Вюртемберг                                        | Королевство Вюртемберг                                      |
| Вальдбург-Вурцах                                       | Графство                                       | Независимое | Медиатизировано в 1806 году королевством Вюртемберг                                        | Королевство Вюртемберг                                      |
| Вальдбург-Фридберг-Шеер                                | Графство                                       | Турн-и-Таксис | Медиатизировано в 1806 году королевством Вюртемберг                                        | Королевство Вюртемберг                                      |
| Вальдбург-Цайль                                        | Графство                                       | Независимое | Медиатизировано в 1806 году королевством Вюртемберг                                        | Королевство Вюртемберг                                      |
| Гогенемс                                               | Графство                                       | Австрия (с 1765 года) | Присоединено в 1805 году к курфюршеству Бавария                                            | Австрийская империя                                         |
| Гогенцоллерн-Зигмаринген                               | Графство                                       | Независимое | Независимое                                                                                | Независимое                                                 |
| Гогенцоллерн-Хехинген                                  | Графство                                       | Независимое | Независимое                                                                                | Независимое                                                 |
| Гогенцоллерн-Хайгерлох                                 | Графство                                       | Выделено в 1576 году из графства Цоллерн, присоединено к Гогенцоллерн-Зигмаринген в 1767 году                                                                           |                                                                                            |                                                             |
| Кёнигсегг-Аулендорф                                    | Графство                                       | Независимое | Медиатизировано в 1806 году королевством Вюртемберг                                        | Королевство Вюртемберг                                      |
| Месскирх                                               | Графство                                       | Фюрстенберг (с 1744 года) | Фюрстенберг (с 1744 года)                                                                  | Великое герцогство Баден                                    |
| Миндельгейм                                            | Княжество                                      | С 1467 года — принадлежит Георгу фон Фрундсбергу и его потомкам, с 1586 года — перешло к герцогству Бавария, с 1705 по 1714 год — принадлежало Джону Черчиллю.          |                                                                                            |                                                             |
| Монбельяр                                              | Графство                                       | С 1444 года — принадлежит графу Вюртемберга Людвигу I, с 1793 года — Французской республике.                                                                            | Присоединено в 1793 году к Французской республике                                          | Французская республика                                      |
| Турн-и-Таксис (Эглинген)                               | Графство                                       | Независимое | Медиатизировано в 1806 году королевствами Бавария и Вюртемберг                             | Королевство Вюртемберг                                      |
| Оттинген-Балдерн                                       | Графство                                       | Оттинген-Оттинген | Медиатизировано в 1806 году королевством Бавария                                           | Королевство Бавария                                         |
| Оттинген-Валлерштейн                                   | Графство                                       | Независимое | Медиатизировано в 1806 году королевством Бавария                                           | Королевство Бавария                                         |
| Оттинген-Оттинген (Оттинген)                           | Графство                                       | Независимое | Медиатизировано в 1806 году королевство Бавария                                            | Королевство Бавария                                         |
| Ротенфельс                                             | Графство                                       | Независимое | Присоединено в 1804 году к Австрии                                                         | Королевство Бавария                                         |
| Тек                                                    | Герцогство                                     | Ветвь Церингенского дома, вымершая в 1439 году, герцогский титул был передан графу Вюртемберга Эберхарду I в 1495 году.                                                 | Присоединено в 1804 году к Австрии                                                         | Королевство Бавария                                         |
| Тенген                                                 | Графство                                       | Тыловое графство принадлежит командованию Майнау Тевтонского ордена с 1488 года, с 1522 года — графство Передней Австрии, с 1663 года — собственность князей Ауэршперг. | Медиатизировано в 1806 году великим герцогством Баден                                      | Великое герцогство Баден                                    |
| Теттнанг                                               | сеньория                                       | Австрийская империя (с 1780 года) | Австрийская империя (с 1780 года)                                                          | Королевство Вюртемберг                                      |
| Хайлигенберг                                           | Графство                                       | Фюрстенберг (с 1716) | Медиатизировано в 1806 году великим герцогством Баден                                      | Великое герцогство Баден                                    |
| \| Штадион                                             | Графство                                       | Достиг Reichfreiheit в 1705 году, купив сеньорию Таннхаузен, в 1741 годуразделено на Штадион-Таннхаузен и Штадион-Вартхаузен.                                           | Медиатизировано в 1806 году королевством Бавария                                           | Королевство Бавария                                         |
| Эберштейн                                              | Графство                                       | Баден (с 1771 года) | Баден (с 1771 года)                                                                        | Баден (с 1771 года)                                         |
| Юстинген                                               | Графство                                       | Вюртемберг (с 1751 года) | Вюртемберг (с 1751 года)                                                                   | Вюртемберг (с 1751 года)                                    |
| Визенштейг                                             | Сеньория                                       | Бавария (с 1662 года) | Бавария (с 1662 года)                                                                      | Королевство Вюртемберг                                      |
| Зикинген                                               | Сеньория                                       | Территория в Крайхгау, принадлежащая потомкам имперского рыцаря Франца фон Зикингена, фрайгерры с 1606 года, имперские графы с 1790 года.                               | В 1816 году присоединено к королевству Бавария                                             | Королевство Бавария                                         |
| Гундельфинген                                          | Сеньория                                       | Фюрстенберг (с 1627 года) | Фюрстенберг (с 1627 года)                                                                  | Королевство Вюртемберг                                      |
| Таннхаузен                                             | Сеньория                                       | Независимое | Медиатизировано в 1806 году королевством Бавария                                           | Королевство Бавария                                         |
| Штауфен                                                | Сеньория                                       | Приобретено в 1738 году аббатством Святого Власия | Медиатизировано в 1806 годуВеликое герцогство Баден                                        | Великое герцогство Баден                                    |
| Фуггер-Бабенхаузен                                     | Сеньория                                       | Независимое | Медиатизировано в 1806 году королевством Бавария                                           | Королевство Бавария                                         |
| Фуггер-Глётт                                           | Сеньория                                       | Независимое | Медиатизировано в 1806 году королевством Бавария                                           | Королевство Бавария                                         |
| Фуггер-Кирхберг                                        | Сеньория                                       | Независимое | Медиатизировано в 1806 году королевством Бавария                                           | Королевство Вюртемберг                                      |
| Фуггер-Кирхгейм                                        | Сеньория                                       | Независимое | Медиатизировано в 1806 году королевством Бавария                                           | Королевство Бавария                                         |
| Фуггер-Нордендорф                                      | Сеньория                                       | Независимое | Медиатизировано в 1806 году королевством Бавария                                           | Королевство Бавария                                         |
| Эгглофф                                                | Сеньория                                       | Независимое | Медиатизировано в 1806 году королевством Вюртемберг                                        | Королевство Вюртемберг                                      |
| Имперские города                                       |                                                | |                                                                                            |                                                             |
| Аален                                                  | Вольный город                                  | Независимый | Присоединён в 1803 году к герцогству Вюртемберг                                            | Королевство Вюртемберг                                      |
| Аугсбург                                               | Вольный город                                  | Независимый | Присоединён в 1806 году к королевству Вюртемберг                                           | Королевство Вюртемберг                                      |
| Биберах-на-Рисе                                        | Вольный город                                  | Независимый | Присоединён в 1803 году к маркграфству Баден                                               | Королевство Вюртемберг                                      |
| Бопфинген                                              | Вольный город                                  | Независимый | Присоединён в 1803 году к курфюршеству Бавария                                             | Королевство Вюртемберг                                      |
| Бухау                                                  | Вольный город                                  | Независимый | Присоединён в 1803 году к княжеству Турн-и-Таксис                                          | Королевство Вюртемберг                                      |
| Бухорн                                                 | Вольный город                                  | Независимый | Присоединён в 1803 году к курфюршеству Бавария                                             | Королевство Вюртемберг                                      |
| Ванген                                                 | Вольный город                                  | Независимый | Присоединён в 1803 году к курфюршеству Бавария                                             | Королевство Вюртемберг                                      |
| Вайль                                                  | Вольный город                                  | Независимый | Присоединён в 1803 году к герцогству Вюртемберг                                            | Королевство Вюртемберг                                      |
| Вимпфен                                                | Вольный город                                  | Независимый | Присоединён в 1803 году к ландграфству Гессен-Дармштадт                                    | Великое герцогство Гессен                                   |
| Генгенбах                                              | Вольный город                                  | Независимый | Присоединён в 1803 году к маркграфству Баден                                               | Великое герцогство Баден                                    |
| Гинген                                                 | Вольный город                                  | Независимый | Присоединён в 1803 году к герцогству Вюртемберг                                            | Королевство Вюртемберг                                      |
| Швебиш-Гмюнд                                           | Вольный город                                  | Независимый | Присоединён в 1803 году к герцогству Вюртемберг                                            | Королевство Вюртемберг                                      |
| Динкельсбюль                                           | Вольный город                                  | Независимый | Присоединён в 1803 году к курфюршеству Бавария                                             | Королевство Бавария                                         |
| Иберлинген                                             | Вольный город, Reichsfreiheit около 1400 года. | Присоединён в 1803 году к великому герцогству Баденскому | Великое герцогство Баденское                                                               |                                                             |
| Исни                                                   | Вольный город                                  | Независимый | Присоединён в 1803 году к княжеству Исни                                                   | Королевство Вюртемберг                                      |
| Кауфбойрен                                             | Вольный город                                  | Независимый | Присоединён в 1803 году к курфюршеству Бавария                                             | Королевство Бавария                                         |
| Кемптен                                                | Вольный город                                  | Независимый | Присоединён в 1803 году к курфюршеству Бавария                                             | Королевство Бавария                                         |
| Линдау                                                 | Вольный город                                  | Независимый | Присоединён в 1803 году к княжеству Линдау                                                 | Королевство Бавария                                         |
| Лойткирх                                               | Вольный город                                  | Независимый | Присоединён в 1803 году к курфюршеству Бавария                                             | Королевство Вюртемберг                                      |
| Мемминген                                              | Вольный город                                  | Независимый | Присоединён в 1803 году к курфюршеству Бавария                                             | Королевство Бавария                                         |
| Нёрдлинген                                             | Вольный город                                  | Независимый | Присоединён в 1803 году к курфюршеству Бавария                                             | Королевство Бавария                                         |
| Оффенбург                                              | Вольный город                                  | Независимый | Присоединён в 1803 году к маркграфству Баден                                               | Великое герцогство Баден                                    |
| Пфуллендорф                                            | Вольный город                                  | Независимый | Присоединён в 1803 году к маркграфству Баден                                               | Королевство Вюртемберг                                      |
| Равенсбург                                             | Вольный город                                  | Независимый | Присоединён в 1803 году к курфюршеству Бавария                                             | Королевство Вюртемберг                                      |
| Ройтлинген                                             | Вольный город                                  | Независимый | Присоединён в 1803 году к герцогству Вюртемберг                                            | Королевство Вюртемберг                                      |
| Ульм                                                   | Вольный город                                  | Независимый | Присоединён в 1803 году к курфюршеству Бавария                                             | Королевство Вюртемберг                                      |
| Швебиш-Халль                                           | Вольный город                                  | Независимый | Присоединён в 1803 году к герцогству Вюртемберг                                            | Королевство Вюртемберг                                      |
| Хайльбронн                                             | Вольный город                                  | Независимый | Присоединён в 1803 году к герцогству Вюртемберг                                            | Королевство Вюртемберг                                      |
| Целль-на-Хармерсбахе                                   | Вольный город                                  | Независимый | Присоединён в 1802 году к Австрии                                                          | Великое герцогство Баден                                    |
| Эсслинген                                              | Вольный город                                  | Независимый | Присоединён в 1803 году к герцогству Вюртемберг                                            | Королевство Вюртемберг                                      |
| Владения тевтонского ордена                            |                                                | |                                                                                            |                                                             |
| Альтсхаузен (Командорство Швабии, Эльзаса и Бургундии) | Коммандорство                                  | Тевтонский орден | Присоединено в 1806 году к Королевству Вюртемберг                                          | Королевство Вюртемберг                                      |
| Майнау                                                 | Коммандорство                                  | Тевтонский орден | Присоединено в 1806 году к великому герцогству Баден                                       | Великое герцогство Баден                                    |